# Копаніно (Західнопоморське воєводство)
Копаніно (пол. Kopanino, нім. Koppelsberg) — село в Польщі, у гміні Маново Кошалінського повіту Західнопоморського воєводства.
У 1975-1998 роках село належало до Кошалінського воєводства.